# 1347

## Události
- 2. září – Karel IV. byl slavnostně korunován českým králem.
- 21. listopadu – Král Karel IV. založil pro mnichy slovanské liturgie klášter Na Slovanech.
- do Evropy zavlečena z Krymu morová nákaza
- počátek šíření moru ve Středomoří
- založen cisterciácký klášter Skalice

### Probíhající události
- 1337–1453 – Stoletá válka
- 1345–1348: Česko-polská válka

## Narození
- po 18. únoru – Marta z Armagnacu, manželka aragonského následníka trůnu Jana († 13. července 1378)
- 25. března – Kateřina Sienská, italská řeholnice a světice († 29. dubna 1380)
- 31. března – Fridrich III. Habsburský, rakouský vévoda († 10. prosince 1362)
- 1. dubna – Ingeborg Dánská, dánská princezna († 16. června 1370)
- 28. července – Markéta z Durazza, neapolská a uherská královna jako manželka Karla III. Neapolského a regentka Neapole († 1370)
- ? – Richardis Schwerinská, švédská královna jako manželka Albrechta Meklenburského († 23. dubna nebo 11. července 1377)

## Úmrtí
- 9. dubna – William Ockham, britský logik, filozof a teolog (* 1287)
- 29. dubna – Marie Navarrská, aragonská královna jako manželka Petra IV. (* 1330)
- 13. června – Juan Manuel, kastilský spisovatel a infant (* 5. května 1282)
- 11. října – Ludvík IV. Bavor, římský král z rodu Wittelsbachů (* 1292)
- 14. října – Petr I. z Rožmberka, český šlechtic (* 1291)
- 15. listopadu – Jakub I. z Urgellu, aragonský infant a hrabě z Urgellu (* 1321)
- ? – Jan z Viktringu, opat cisterciáckého kláštera ve Viktringu v Korutanech(* cca 1270)
- ? – Johana III. Burgundská, burgundská vévodkyně a hraběnka z Artois (* 1308)

## Hlavy státu
- České království – Karel IV.
- Moravské markrabství – Karel IV.
- Svatá říše římská – Ludvík IV. Bavor – Karel IV.
- Papež – Klement VI.
- Anglické království – Eduard III.
- Francouzské království – Filip VI. Francouzský
- Polské království – Kazimír III. Veliký
- Uherské království – Ludvík I. Uherský
- Lucemburské hrabství – Karel IV.
- Byzantská říše – Jan V. Palaiologos a Jan VI. Kantakuzenos (regent)